# Уилям Роча Батиста
Уилям Роча Батиста (роден на 27 юли 1980 г. в Сао Пауло, Бразилия) е бразилски футболист.

## Кариера
Батиста започва кариерата си в Португеза Сантиста, след което преминава в друг бразилски тим – Униао Барбарензе. През 2001 г. е привлечен в състава на Левски София, но не успява да се наложи и изиграва само един мач със синята фланелка. Следващата година е даден под наем в тима на Спартак Плевен, където записва 9 мача и вкарва 2 попадения.
Продължава кариерата си в чешкия Опава, където отбелязва 5 гола в 15 мача. През 2005 г. е трансфериран в украинския Карпати Лвов, където изиграва най-силния си период в кариерата – 68 мача и 22 гола. През 2008 г. играе за кратко във ФК Харков, а през следващата година е даден под наем в азерския Баку. Връща се в Украйна и отново облича екипа на Карпати Лвов. Завършва кариерата си в друг украински тим – Оболон Киев.